# Lakhnafif
Lakhnafif (àrab: الخنافيف , al-Ḫnāfīf) és una comuna rural de la província de Taroudant de la regió de Souss-Massa. Segons el cens de 2014 tenia una població total de 9.936 persones.